# Burunduk páskovaný
Burunduk páskovaný (Tamias sibiricus) je zemní veverka žijící na severní polokouli od Finska po Japonsko a jak z vědeckého názvu vyplývá, žije zejména na území Ruska.
Burunduk páskovaný je na evropském seznamu invazních druhů.

## Popis
- Hmotnost: 50–140 g
- Délka: 12 až 17 cm + 8 až 13 ocas
- Březost: 30–35 dní
- Vrh: 4 až 8 mláďat

Od české veverky obecné se liší hlavně polovičním vzrůstem, barvou srsti (hnědošedá srst s pěti pruhy) a trochu jinou stavbou těla. Přestože je burunduk zemní veverka (v zemi si staví hnízda), tak výborně šplhá po stromech a i skáče mezi větvemi a stromy. Burunduk páskovaný je velmi podobný americkým zemním veverkám – čipmankům (např. čipmank východní / Tamias striatus), které žijí na východě USA a Kanady.

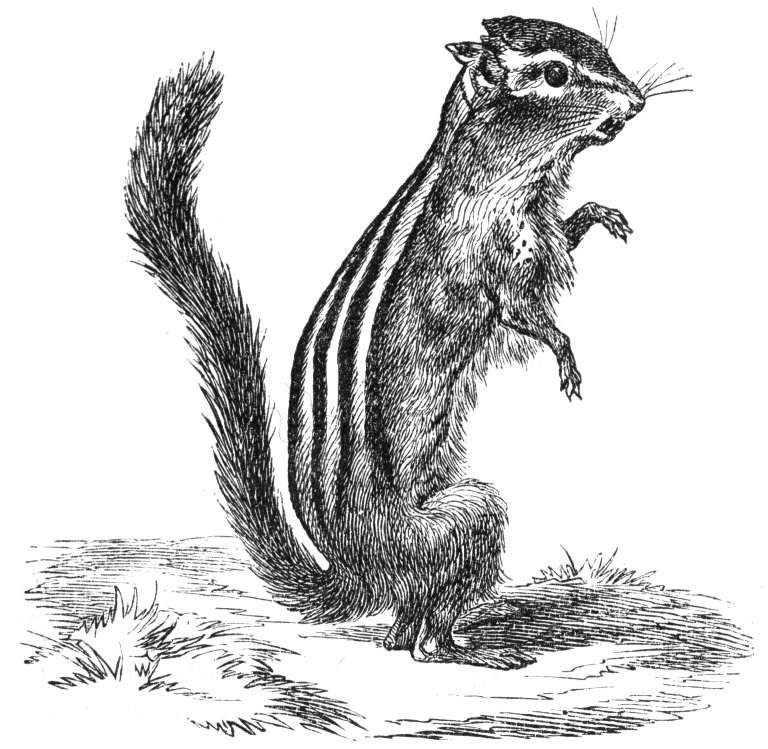
Kresba burunduka páskovaného

## Rozšíření a život
Burunduk žije v lesích i pláních a horách s nižšími dřevinami (kosodřeviny). Obývá lesy jehličnaté i smíšené od nížin až po hory do cca 1500 m. Burunduk je denní zemní veverkou. V zemi si vyhrabává hnízda s komůrkami, ve kterých přespává a uchovává zásoby na zimu (zásoby semen, oříšků, žaludů, bobulí a jiných plodů). Potravu si získává během léta stejně obratně na zemi i na stromech. Živí se rozličnou zelenou potravou (ovoce, výhonky, listy, květy), houbami, larvami, červy a jiným hmyzem, který je důležitým zdrojem bílkovin.
Burunduk žije v koloniích, kde se jednotliví členové (podobně jako u nás syslové či svišti) dorozumívají (varují před nebezpečím) skřeky a hvízdáním. V době páření (časné jaro) jsou samci navzájem trochu agresivní. Mláďata se po 2 měsících osamostatňují a pohlavně dospívají a páří se další rok po zimě. Dožívají se i více než 10 let. Burunduci jsou potravou predátorů (lišky, draví ptáci) a tak průměrný věk dožití je menší.

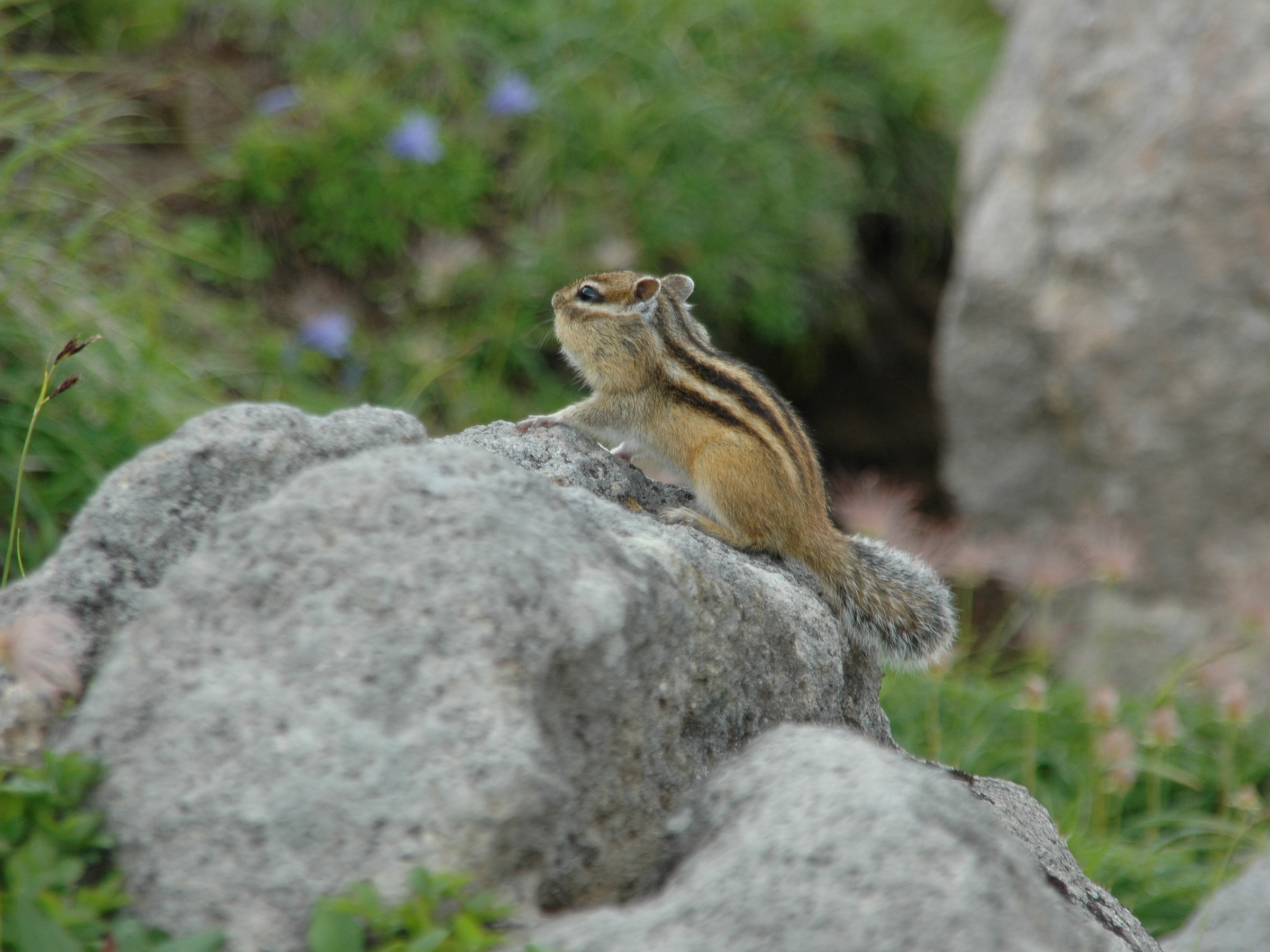
Burunduk páskovaný na kameni

## Chov v zajetí
Burunduk je vhodné zvíře k domácímu chovu jako malý mazlíček. Začátečníci mohou chovat jen jedno zvíře. Pro odchovy (chov v párech) jsou potřebné velké voliéry nebo krátkodobé připouštění samce jen na dobu páření. Kromě původní oblasti výskytu žije i v Nizozemsku, Francii a Německu, kde byl vysazen a i rozmnožuje se ve volné přírodě.
Dovoz, rozmnožování a prodej burunduků byl v Evropské unii zakázán v roce 2016.